# Willy Hitter
Andreas Philipp Wilhelm „Willy“ Hitter (* 13. Oktober 1905 in Finthen; † 2. Dezember 1966 in Hechtsheim) war ein deutscher Gewerkschafter und Politiker (SPD).

## Leben
Nach dem Besuch der Volksschule in Finthen absolvierte Hitter von 1920 bis 1923 eine Schlosserlehre. Mit Lehrbeginn schloss er sich der Gewerkschaft an, für die er bis 1933 als Funktionär tätig war. 1920 trat er in die Sozialistische Arbeiterjugend und 1924 in die SPD ein. Hitter war von 1931 bis 1934 erwerbslos und wurde nach der Machtübernahme der Nationalsozialisten im Jahr 1933 kurzzeitig in „Schutzhaft“ genommen. Nach der Auflösung der Gewerkschaften war er von 1933 bis 1945 Mitglied der Deutschen Arbeitsfront und von 1938 bis 1945 Mitglied der Nationalsozialistischen Volkswohlfahrt. Von 1934 bis 1939 arbeitete er als Schlosser bei der Adam Opel AG in Rüsselsheim am Main. Während des Zweiten Weltkrieges wurde er von 1939 bis 1945 als Kontrolleur bei den Arado-Flugzeugwerken in Brandenburg an der Havel dienstverpflichtet.
Nach 1945 war Hitter als Regierungsangestellter tätig. Er engagierte sich erneut in der Gewerkschaftsbewegung, wurde 1949 hauptamtlicher Sekretär der IG Metall und war von 1950 bis 1952 Kreisvorsitzender des DGB. Aufgrund seiner damaligen Zugehörigkeit zu NS-Organisationen musste er sich in einem Spruchkammerverfahren verantworten. Die Zentralspruchkammer Neustadt kam am 4. März 1946 zu dem Schluss, ihn im Regierungsdienst zu behalten. Ein Untersuchungsausschuss des Mainzer Landkreises befand am 16. Januar 1948, dass er „vom Gesetz nicht betroffen“ sei.
Hitter wurde 1945 von der alliierten Militärverwaltung als kommissarischer Bürgermeister in Hechtsheim eingesetzt. Im gleichen Jahr wurde er in den Bezirksvorstand der SPD Rheinhessen gewählt. Von 1946 bis 1948 war er Bezirksvorsitzender und von 1949 bis 1966 stellvertretender Bezirksvorsitzender der SPD Rheinhessen. Ab 1946 war er Ratsherr der Gemeinde Hechtsheim sowie Mitglied des Kreistages und des Kreisausschusses im Landkreis Mainz. Bei den Landtagswahlen 1951, 1955 und 1959 wurde er jeweils als Abgeordneter in den Rheinland-Pfälzischen Landtag gewählt, dem er bis 1963 angehörte. Im Landtag war er von 1951 bis 1955 Mitglied des Rechts- und Geschäftsordnungsausschusses und von 1951 bis 1963 Mitglied des Wirtschafts- und Wiederaufbauausschusses.

## Ehrungen und Auszeichnungen
- Verdienstkreuz 1. Klasse der Bundesrepublik Deutschland